# Pablo de Sarasate
Pablo Martín de Sarasate (Pamplona, 10 de março de 1844 — Biarritz, 20 de setembro de 1908) foi um violinista e compositor espanhol do período Romântico. Suas composições, em geral para peças de recital para violino, demonstram grande técnica e interpretação apaixonada.

## Trajetória
Seu rápido sucesso como intérprete o fez abandonar seus estudos de harmonia e composição. Viajou por toda a Europa dando concertos. Suas viagens à América do Norte e América do Sul também eram freqüentes. Segundo a imprensa da época, seus concertos e recitais foram memoráveis. Ele era o proprietário de dois violinos Stradivarius, um presente da rainha Elizabeth II da Espanha e comprado de Jean Baptiste Vuillaume, e outro comprado de Gand e Bernardel.
Sua formação musical e espírito de triunfo o mantiveram ativo até sua morte. Segundo os críticos e as crônicas da época, sua força residia mais na sutileza da interpretação do que no fogo temperamental, combinando ataque, paixão, flexibilidade e uma facilidade natural para o violino. Sua técnica de mão esquerda também era famosa, assim como a velocidade de execução. Ele trouxe o som mais bonito que se pode esperar do violino sem mostrar o enorme esforço. Seu prestígio universal como concertista ficou evidente, por exemplo, quando uma de suas apresentações no St James's Hall, em Londres, foi escolhida por Arthur Conan Doyle, que em seu conto The Red-Headed League faz Sherlock Holmes adie suas investigações no caso para ir ouvir Sarasate, como um bom fã do instrumento.
Teve uma grande rivalidade com outro violinista, Joseph Joachim, para o qual nunca quis tocar o Concerto de Brahms, que era propriedade deste último. Em 1860 formou um quarteto com Turban, Wesfelghem e Delsart e mais tarde com outros músicos como Parent, com quem muitas vezes tocou grandes obras do repertório de música de câmara e especialmente as de Brahms, que naquela época eram rejeitadas por unanimidade nos países latinos. 4
Em seu testamento, Sarasate doou seu violino Stradivarius e 25 000 francos ao Conservatório de Madri para a organização de um prêmio que levaria seu nome e que acabaria se tornando o Prêmio Nacional de Violino. Seu violino de concerto favorito era um GB Guadagnini, feito em Turim em 1772.
Inúmeras obras de importantes compositores contemporâneos foram-lhe dedicadas, como a Sinfonia Espanhola de Édouard Lalo e o Concerto n.º 3 para violino e orquestra, bem como a Introdução e o rondó caprichoso op. 28, de Camille Saint-Saëns e muitas outras joias importantes do repertório do instrumento.
Ele morreu em sua casa em "Villa Navarra" em Biarritz, França, em 20 de setembro de 1908, como resultado de uma doença pulmonar aos 64 anos de idade.
Ele está enterrado em um grande mausoléu no centro do Cemitério Municipal de San José de Pamplona, onde todo 1º de novembro a corporação municipal de Pamplona vem colocar uma coroa de flores em seu túmulo, e onde ele recebe uma homenagem musical e reza por ele uma resposta. O pintor americano James McNeill Whistler pintou um retrato de Sarasate em 1884; fez também outro Salustiano Asenjo, que se conserva na Câmara Municipal de Pamplona.
Os conservatórios de grau médio e superior de Pamplona levam seu nome como Conservatório de Música Pablo Sarasate Navarrese. Também em sua memória foi dedicada a avenida principal, o antigo Paseo de Valencia, do Primeiro Ensanche de Pamplona, sua cidade natal.

## Catálogo de obras
| Opus • Composição • Instrumentação — • Capricho de fantasia • Violino e piano — • Lembrança de Fausto • Violino e piano — • Mazurka E • Violino e piano 1 • Fantasia da Força do Destino • Violino e piano 2 • Homenagem a Rossini • Violino e piano 3 • La dame blanche de Boïeldieu • Violino e orquestra 4 • Devaneio • Violino e piano 5 • Fantasia de Romeu e Julieta • Violino e piano 6 • Caprice de Mireille • Violino e piano 7 • Confianças • Violino e piano 8 • Lembrança de Domont • Violino e piano 9 • Les adieux • Violino e piano 10 • Sérénade andalouse • Violino e piano 11 • Le sommeil • Violino e piano 12 • Moscoviènne • Violino e piano 13 • Fantasia de Fausto • Violino e orquestra 14 • Fantasia em Der Freischütz • Violino e orquestra 15 • Mosaico de Zampa • Violino e piano 16 • Gavotte de Mignon • Violino e piano | 17 • Priére em Berceuse • Violino e piano 18 • Ares espagnols • Violino e piano 19 • Fantasia de Martha • Violino e piano 20 • Zigeunerweisen • Violino e orquestra 21 • Malagueña e habanera • Violino e piano 22 • Baladas andaluzas e jota navarra • Violino e piano 23 • Playera e zapateado • Violino e piano 24 • Capricho basco • Violino e piano 25 • Fantasia de Carmen • Violino e orquestra 26 • Vito e habanera • Violino e piano 27 • Jota aragonesa • Violino e piano 28 • Serenata andaluza • Violino e piano 29 • O canto do rouxinol • Violino e orquestra 30 • Bolero • Violino e piano 31 • Balada • Violino e piano 32 • Muñeira • Violino e orquestra 33 • Navarra • Violino e orquestra 34 • Ares écossais • Violino e orquestra 35 • Peteneras, capricho espagnol • Violino e piano 36 • Jota de San Fermín • Violino e piano | 37 • Zortzico Adeus minhas montanhas • Violino e piano 38 • Viva Sevilha! • Violino e orquestra 39 • Zortzico de Iparraguirre • Violino e piano 40 • Introdução e fandango varié • Violino e piano 41 • Introdução et capricho-jota • Violino e orquestra 42 • Zortzico Miramar • Violino e orquestra 43 • Introdução et tarantelle • Violino e orquestra 44 • A perseguição • Violino e orquestra 45 • Noturno — Serenata • Violino e orquestra 46 • Gondoliera veneziana • Violino e piano 47 • Melodia romena • Violino e piano 48 • L'esprit follet • Violino e orquestra 49 • Canções russas • Violino e orquestra 50 • Jota de Pamplona • Violino e orquestra |